# Šumavské Hoštice
Šumavské Hoštice är en ort i Tjeckien.   Den ligger i regionen Södra Böhmen, i den sydvästra delen av landet, 120 km söder om huvudstaden Prag. Šumavské Hoštice ligger 817 meter över havet och antalet invånare är 396.
Terrängen runt Šumavské Hoštice är huvudsakligen kuperad, men den allra närmaste omgivningen är platt.Runt Šumavské Hoštice är det ganska glesbefolkat, med 22 invånare per kvadratkilometer. Närmaste större samhälle är Vimperk, 6,8 km väster om Šumavské Hoštice. I omgivningarna runt Šumavské Hoštice växer i huvudsak blandskog.